# 喜马拉雅荨麻
喜马拉雅荨麻（学名：Urtica ardens）是荨麻科荨麻属的植物。分布于尼泊尔、印度、克什米尔以及中国大陆的西藏、云南等地，生长于海拔1,800米至2,080米的地区，多生在林中，目前尚未由人工引种栽培。